# Эфиопия в Первой мировой войне
Эфиопия в Первой мировой войне соблюдала нейтралитет.

## Предыстория
Правители «Христианского королевства Абиссиния», расположенного в основном на Эфиопском нагорье, уже в средневековье поддерживали контакты с европейскими монархами. Посольства отправлялись и принимались с обеих сторон, причём Португалия, Святой Престол и Россия имели самые старые связи с Эфиопией. В 19 веке эта взаимная осведомленность стала более формализованной.
В 1841 году, через два года после размещения британцев в Адене, был заключен первый договор между британцами и правителем современной Эфиопии. Однако в конце XIX века европейцы не решались признать Эфиопию суверенным членом «семьи народов». В период, когда африканцы, по общему мнению европейских политиков и ученых, были отнесены к «нецивилизованным нациям», эфиопским правителям, несмотря на их христианскую веру, было трудно добиться для своей страны места за столом «цивилизованных государств».
Тем не менее, в 1884 году будущий правитель Эфиопии Менелик II подписал договор с британцами об их соответствующих сферах влияния в районе верхнего Нила. В 1889 году Менелик заключил договор о дружбе и торговле с итальянцами.
Учитывая эти процессы эфиопско-европейского сближения и экспансионистские планы самого Менелика, историки говорят об «успехе Эфиопии... активно участвовать в качестве единственного африканского государства в разделе континента». Менелик считал себя монархом, равным европейским монархиям. Однако итальянцы интерпретировали договор как установление итальянского «протектората» над Эфиопией, что оспаривалось Менеликом. Когда в 1896 году итальянцы почувствовали себя достаточно сильными, чтобы заставить восставший «протекторат» подчиниться их колониальному порядку, император Менелик победил генерала Оресте Баратьери в сражение при Адуа 1 марта 1896 года. После этой победы и подписания договора с Италией о признании суверенитета Эфиопии и аннулировании итальянского договора, Менелик проводил независимую внешнею политику. Его целью было укрепить свой суверенитет и использовать конкуренцию своих европейских соседей, Италии, Великобритании и Франции, в интересах Эфиопии. Впоследствии Великобритания, Франция, Италия, Бельгия, Россия, США, Германия, а затем и Османская империя открыли свои представительства в новой столице Аддис-Абебе. С этого момента Эфиопия появилась на карте международной политики, а Германия, в частности, пыталась усилить свое политическое и экономическое влияние в течение десятилетия до 1914 года. В 1907 году эфиопская миссия посетила Будапешт, Вену и Берлин.
Эфиопия не была представлена в ходе обсуждений в Нидерландах, которые привели к гаагским конвенциям 1899 и 1907 годов. Страна стала участником большинства конвенций только в 1935 году. Конвенция (V) «о правах и обязанностях нейтральных держав и лиц в случае войны на суше» (1907 год) была ратифицирована Эфиопией только в 1935 году. 

## Первая мировая война

### Начальный нейтралитет  (1914—1915)
В начале войны юристы-международники, склонные к пацифизму, такие как австриец Генрих Ламмаш, всё еще мечтали о «конфедерации нейтральных государств», которая была бы достаточно сильна, чтобы заставить воюющие стороны принять посредничество и арбитраж. Эфиопии, вероятно, не было в их списке потенциальных членов этой «конфедерации».
Сразу же после начала военных действий немцам в Эфиопии напомнили, что союзные державы лучше контролируют эфиопскую экономику, чем Центральные державы, независимо от необязательной политики Эфиопии. Послы Антанты ревностно охраняли инструменты империи и современности в Эфиопии — железнодорожную линию, почтовые отделения, телеграфы и единственный печатный станок — чтобы убедиться, что немцы не могут ими воспользоваться. Небольшое количество сообщений Сибурга, которые достигли Берлина во время войны, было полно жалоб на «полную изоляцию» немцев, турок и австрийцев в Аддис-Абебе, как официальных, так и неофициальных лиц. С 5 августа 1914 года немцы не могли пользоваться эфиопской почтовой службой, учитывая, что она управлялась французским персоналом. Что еще хуже, итальянская кабельная компания также использовала соединения через Каир, то есть британскую территорию, заблокированную для использования в Германии. Учитывая, что Эфиопия была окружена итальянскими, британскими и французскими территориями, немцам также было запрещено покидать страну. Только один немец, Эдгар Бёкинг, смог добраться до Германии, «применяя всевозможные уловки» и при поддержке немецкого посольства.
Война против Италии, казалось, отвечала интересам Эфиопии, поэтому в Аддис-Абебе серьезно рассматривался вопрос о вступлении в войну на стороне Антанты. После смерти Менелика II в 1913 году, кронпринц и регент Лидж Иясу принял власть, в то время как противоположные политические круги в Аддис-Абебе — с различными предпочтениями в отношении европейских держав — боролись за влияние или даже стремились сместить Лидж Иясу. Когда в июле 1914 года война казалась неизбежной, также казалось вероятным, что французские и британские послы перехитрят своих немецких коллег и сумеют убедить кронпринца поддержать союзников. Ходили слухи, что эфиопы присоединятся к военным усилиям союзников, руководствуясь собственным интересом: получить, наконец, доступ к Красному морю за счет Итальянской Эритреи. Если Франция и Великобритания объявят войну Италии, которая с 1882 года была в Тройственном союзе — Эфиопия нападет на Эритрею, чего опасались и итальянцы.
Однако, как и ранее, когда в Европе разразилась война, политическая элита Эфиопии попыталась следовать многостороннему подходу, который противостоял давлению с целью дискриминации граждан воюющих государств. Этот необъявленный нейтралитет — и вопрос о том, какие права и обязанности он влечет за собой — оставался спорным между иностранными послами и эфиопским правительством, несмотря на то, что в 1914 году Эфиопия еще не ратифицировала Гаагскую конвенцию «относительно прав и обязанностей нейтральных держав и лиц в случае сухопутной войны».

### Симпатии к Центральным державам (1915—1916)

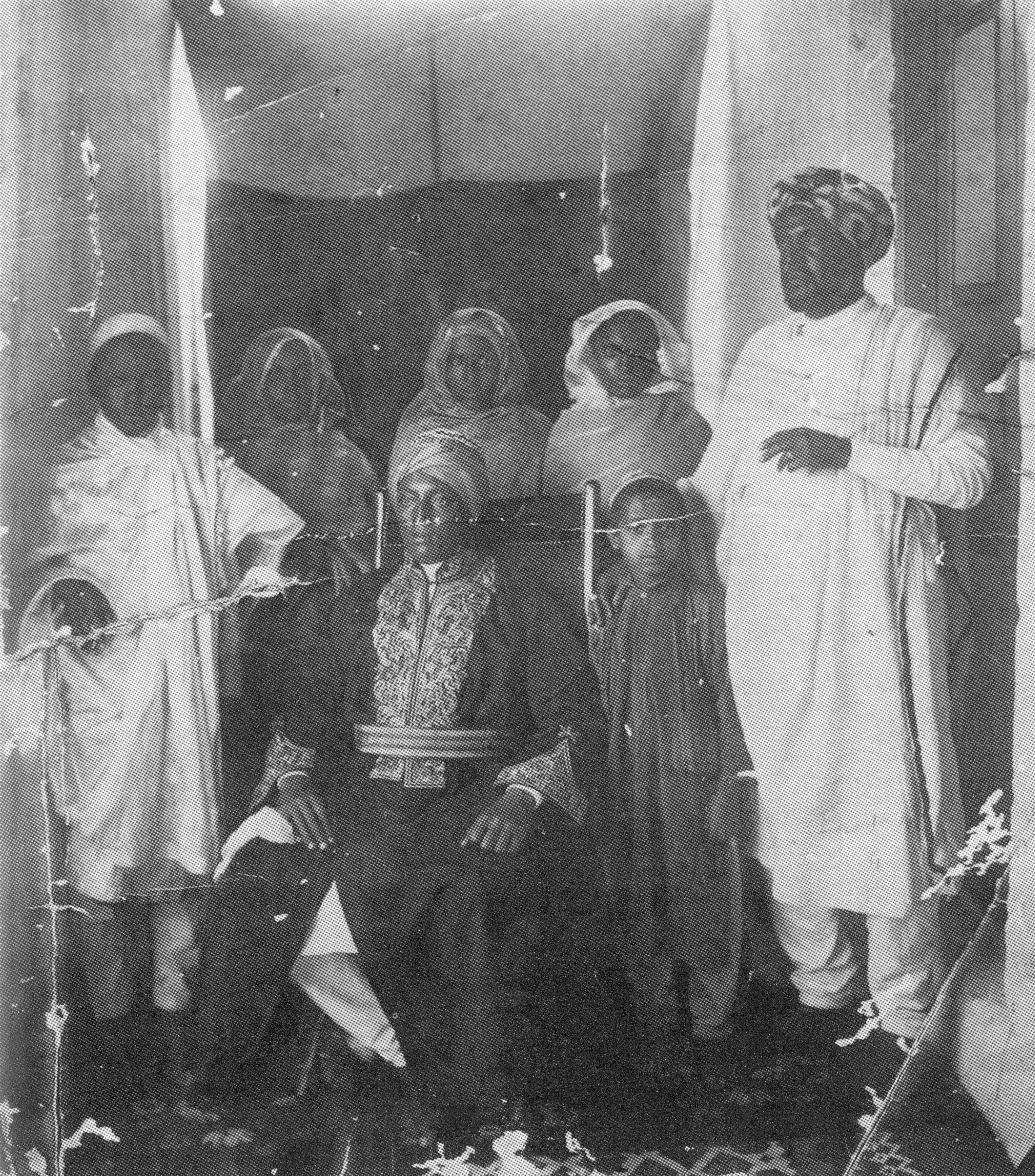
Иясу V в мусульманском тюрбане

Когда итальянцы присоединились к союзникам в апреле 1915 года, все соседи Эфиопии были вовлечены в войну, сражаясь с Германией и её союзником, Османской империей. Тем не менее, в 1915 и 1916 годах симпатии к Центральным державам среди фракции ведущих политических кругов Эфиопии стали более откровенными. Центральные державы надеялись открыть новые фронты против англичан в Судане и Сомали, а не только в Ливии, где с ноября 1915 года санусси при османской поддержке начали наступление на англо-египетские войска. С этой целью поддержка Эфиопии имела решающее значение, поскольку была надежда, что эфиопы поставят оружие Санусси и Мохаммеду Абдулле Хасану. Центральные державы обещали эфиопам не только собственное нападение на Суэцкий канал, но и то, что Эфиопия сможет после войны сохранить любой выход к морю, который завоевал Лидж Иясу. Немцы даже надеялись, что Эфиопия сможет освободить войска Пауля Эмиля фон Леттов-Форбека, сражавшиеся в Германской Восточной Африке.
Союзники знали о планах Германии и Турции использовать панисламские убеждения в арабском мире и за его пределами против своих противников. В июне 1916 года турецкий консул Ахмед Маджар бей распространил листовки в Аддис-Абебе, в которых делался вывод, что «интересы ислама в этой стране совпадают с интересами абиссинского правительства». Ходили слухи, возможно, подогреваемые сторонниками союзников, что кронпринц обратится (или уже обратился) в ислам. Связь Лиджа Иясу с турецким консулом и мусульманской знатью в Хараре, Эфиопия, а также за пределами Сомали стала серьезной проблемой для британского и французского представительств. В то время как военный министр Эфиопии предпочитал политику нейтралитета, Лидж Иясу, очевидно, делал ставку на победу Центральных держав.
Британские дипломаты по всему миру настаивали на более благоприятном отношении нейтралов к военным усилиям союзников, что, например, позволило бы снабжать союзные войска. Учитывая турецко-германскую попытку привлечь Эфиопию на свою сторону, союзные послы в Аддис-Абебе использовали свой лучший доступ к влиятельным эфиопским лицам, окружавшим двоюродного брата Лиджа Иясу —  рас Тэфэри Мэконнын (будущий император Эфиопии Хайле Селассие I). Поскольку оба двоюродных брата могли претендовать на происхождение от Соломоновой линии, они уже несколько лет были конкурентами на трон, когда Рас Тафари инициировал успешный государственный переворот 26 сентября 1916 года против Лиджа Иясу. Переворот был поддержан союзниками и оправдан предполагаемым «обращением Иясу в ислам» однако, несмотря на обвинения в отступничестве, имеющиеся доказательства «никоим образом не свидетельствуют о формальном обращении» или о том, что Иясу отказался от «своей христианской идентичности». Учитывая военное господство союзников в регионе в 1916 году, Рас Тафари считал политические пристрастия свергнутого кронпринца к Турции самоубийственными для независимости Эфиопии. Впоследствии Лидж Иясу был помещен под домашний арест, а после его побега — в тюрьму.
При новой императрице Заудиту, двоюродной сестры Лиджа Ияс и нового наследника Рас Тафари, Эфиопия сохраняла нейтралитет в продолжающейся войне. Поэтому правительство даже запретило (в соответствии с Гаагскими конвенциями) вербовку эфиопов в союзные войска в 1917 году. Тем не менее, эфиопским фермерам было разрешено продавать свой скот мясному заводу в Эритрее, который снабжал итальянскую армию. Когда в мае 1917 года небольшая немецкая группа попыталась от имени немецкого представительства в Аддис-Абебе пересечь Красное море, чтобы переправить сообщения турецкой армии, французский посол обвинил эфиопское правительство, после того как немцы были арестованы в Джибути, в «грубом нарушении нейтралитета».

### Симпатии к Союзникам (1917—1918)
В июне 1917 года Эфиопия предложила Антанте, что она разорвёт все отношения с Центральными державами, взамен потребовав поставки 16 000 современных винтовок. Итальянское правительство, однако, убедило своих союзников, что нейтральная, но дружественная Эфиопия более полезна, чем дополнительный, но «ненужный» союзник, который будет предъявлять нежелательные претензии во время мирных переговоров, основанные на укреплении суверенитета и нежелательном чувстве равенства. Таким образом, предложение Эфиопии было отклонено.
В конце 1918 года эфиопское правительство поздравило Союзников с победой, но немецкое представительство в Аддис-Абебе не было закрыто. В мае 1919 года союзники лишь тепло приветствовали «абиссинскую миссию» в Риме, Париже и Лондоне. Франция выступала за вступление Эфиопии в Лигу Наций, однако Италия и Великобритания, всё ещё не решавшиеся однозначно признать государственность Эфиопии, выступили против такого шага. Лишь в 1923 году это африканское государство было принято в Лигу Наций, где она продолжала вести дипломатическую борьбу за сохранение своей независимости.